# Buzuluk (přítok Chopru)
Buzuluk (rusky Бузулук) je řeka ve Volgogradské oblasti v Rusku. Je dlouhá 314 km. Povodí řeky je 9510 km².

## Průběh toku
Pramení v západní části Povolžské vysočiny. Říční údolí je široké. V povodí se nachází přibližně 600 jezer. Ústí zleva do Donu.

## Vodní režim
Zdrojem vody jsou sněhové srážky. Průměrný průtok vody u chutoru Bolšoj Lukjanovskij činí 12,5 m³/s. Na horním toku někdy vysychá.

## Využití
Částečně se využívá na zavlažování. Na řece leží město Novoanninskij.